# 松坪駅
松坪駅（ソンピョンえき、송평역）は朝鮮民主主義人民共和国咸鏡北道清津市松坪区域に位置する朝鮮民主主義人民共和国鉄道省平羅線の駅である。

## 歴史
- 1941年12月1日：清津西港駅として開業[1]。
- 日時不明：松坪駅に改称。